# Marçanés
Marsanés (en francès Marsaneix) és un municipi francès situat al departament de la Dordonya i a la regió de la Nova Aquitània.

## Demografia
| 1962                                       | 1968 | 1975 | 1982 | 1990 | 1999 | 2007  |
| ------------------------------------------ | ---- | ---- | ---- | ---- | ---- | ----- |
| 701                                        | 693  | 700  | 801  | 866  | 910  | 1.024 |
| Des de 1962: població sense dobles comptes |      |      |      |      |      |       |

## Administració
| Període   | Identitat         | Partit |
| --------- | ----------------- | ------ |
| 1896-1908 | Antoine Roubenne  |        |
| 1908-1925 | Paul Jeannet      |        |
| 1925-1929 | Léon Marty        |        |
| 1929-1944 | Pierre Léon Marty |        |
| 1944-1971 | Charles Boissavy  |        |
| 1971-2001 | Marc Boissavy     |        |
| 2001-     | Christian Laroche | PS     |